# Сухоручкин, Фёдор Васильевич
Фёдор Васильевич Сухоручкин (11 июля 1901, Винница — 30 мая 1954, Ростов-на-Дону) — советский военный деятель, командир танковой дивизии, генерал-лейтенант т/в (Постановление СНК СССР № 1387 от 15.12.1943).

## Начальная биография
Родился 11 июля 1901 года в Виннице Подольской губернии (ныне Винницкая область Украины) в семье рабочих. Украинец.
Образование. Окончил Винницкое 2-классное училище (1914), Винницкие педагогические курсы (1922), Киевский институт народного хозяйства (1931). Окончил Одесскую артшколу (1925), Ленинградской высшей офицерской бронетанковой школы (1935), КУВНАС при ВАФ (1941).

## Военная служба
С 15 сентября 1922 по август 1925 года курсант Одесской артиллерийской школы.
С августа 1925 г. командир бронедрезины, с декабря 1925 г. командир бронеплощадки 7-го дивизиона бронепоездов. С сентября 1927 года. командир бронеплощадки 1-го дивизиона бронепоездов. С декабря 1927 года адъютант дивизиона, с октября 1928 года помощник командира бронепоезда 1-го дивизиона бронепоездов. В период с декабря 1929 по июль 1931 года временный командир бронепоезда 1-го дивизиона бронепоездов.
С октября 1931 года начальник штаба 3-го отд. танкового батальона РГК. С марта 1933 года помощник начальника 1-го сектора 1-го отдела Управления снабжения РККА горючим. С декабря 1933 года инженер высшей квалификации 1-го отдела Управления снабжения РККА горючим.
С апреля 1934 года начальник АБТС 96-й стрелковой дивизии. С февраля 1935 года командир танкового батальона 100-й стрелковой дивизии. С июля 1936 года начальник АБТС 44-й стрелковой дивизии. С мая 1938 года начальник склада АБТ № 304. С февраля 1939 года помощник командира 5-й легкотанковой бригады по строевой части. С июля 1940 года заместитель командира 10-й танковой дивизии по строевой части.
С 23 ноября 1940 по 5 мая 1941 года. слушатель КУВНАС при Военной академии им. Фрунзе.

### Великая Отечественная война
С 11 июля 1941 года заместитель командира 10-й танковой дивизии.
С 28 августа 1941 года начальник АБТО Киевского ВО.
С января 1942 года начальник 5-го отдела Управления подготовки ГАБТУ КА.
С апреля 1942 года заместитель начальника АБТУ Брянского фронта по боевому использованию танков. С июля 1942 года заместитель командующего Брянского фронта по танковым войскам. С февраля 1943 года ид Командующего БТиМВ Брянского фронта. Приказом НКО № 03072 от 22.05.1943 года утверждён в должности.
С марта 1944 года Командующий БТ и МВ 3-го Украинского фронта. С марта 1945 года в распоряжении УК БТ и МВ КА.

### Послевоенная карьера
С июля 1945 года. и.д. командира 19-й танковой дивизии. С июня 1946 года Командующий БТ и МВ Северо-Кавказского ВО.
Приказом МВС № 012 от 03.01.1948 года уволен в отставку по ст. 43 (болезни). Умер 30 мая 1954 года.

### Воинские звания
Майор (Приказ НКО № 747, 1937), подполковник (Приказ НКО № 04569, 1940), полковник (Приказ НКО № 04472, 1941), генерал-майор т/в (Постановление СНК СССР № 1694 от 14.10.1942); генерал-лейтенант т/в (Постановление СНК СССР № 1387 от 15.12.1943).

## Награды
- Орден Ленина (06.11.1947)[2]
- три ордена Красного Знамени (14.02.1943, 17.04.1943, 03.11.1944)[3]
- Орден Кутузова II степени (27.08.1943)
- Орден Богдана Хмельницкого I степени (13.09.1944)[4]
- орден Отечественной войны I степени (03.11.1944)[5]
- Медаль «XX лет РККА» (1938)
- Медаль «За оборону Москвы» (04.04.1945)[6],
- Медаль «За победу над Германией в Великой Отечественной войне 1941—1945 гг.» (09.05.1945),
- Медаль «В память 800-летия Москвы» (1947),

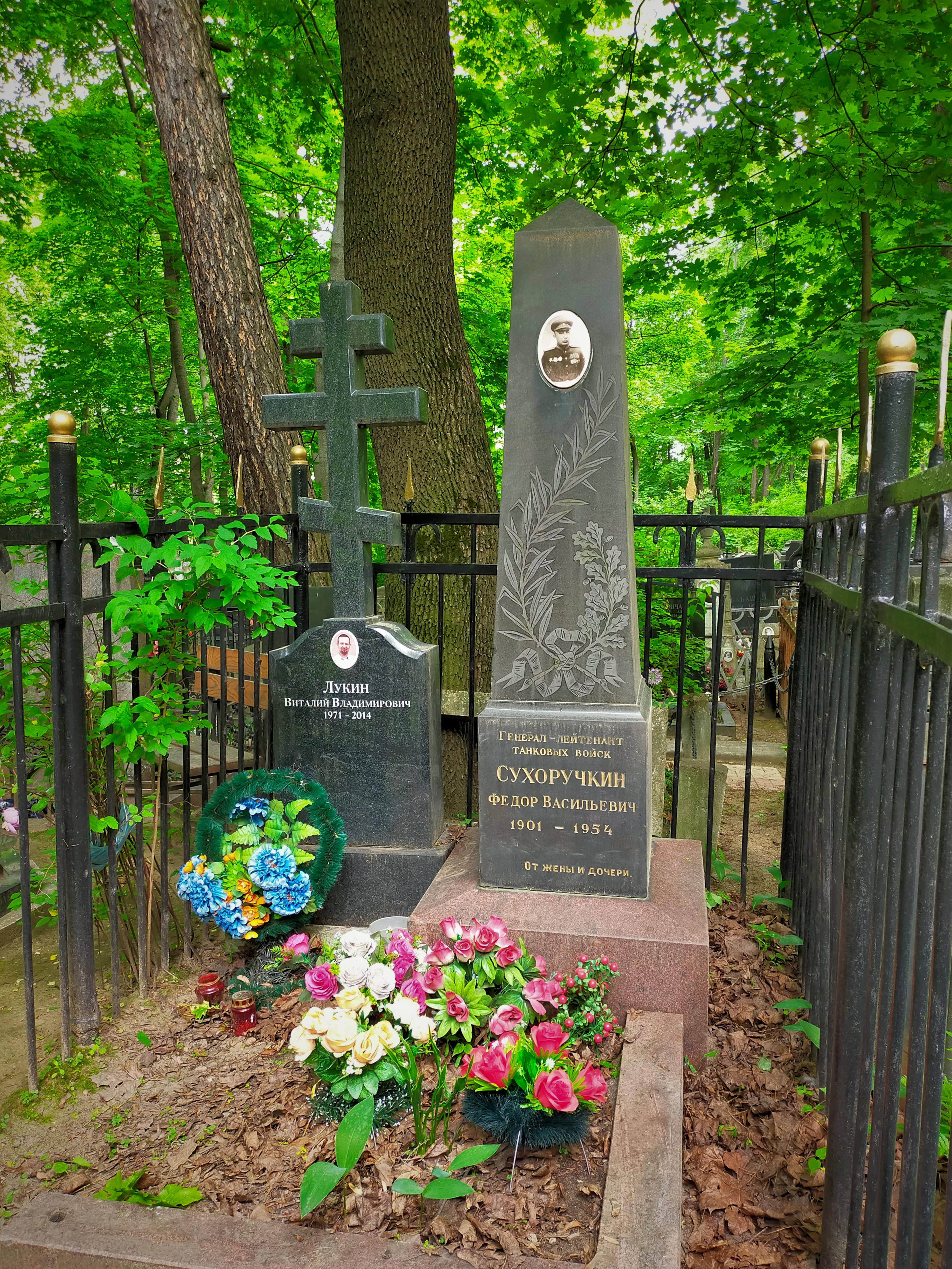
Могила Ф. В. Сухоручкина, Введенское кладбище

- Могила Ф. В. Сухоручкина, Введенское кладбищеЮбилейная медаль «30 лет Советской Армии и Флота» (1948),
- Медаль «За взятие Будапешта»[7].

## Память
- На могиле установлен надгробный памятник
- Его имя увековечено в Главном Храме Вооружённых сил России, и навсегда запечатлено на мемориале «Дорога памяти»